# Korejska razvojačena zona
Korejska razvojačena zona(ko. 한반도 비무장 지대, en. Korean Demilitarized Zone, skr. DMZ) ili korejska demilitarizirana zona granični je pojas koji se proteže preko Korejskoga poluotoka i dijelom prati 38. sjevernu paralelu. Razvojačena zona ugrubo dijeli poluotok na pola. Uspostavljena je kao tampon zona između Sjeverne i Južne Koreje prema odredbama Korejskoga mirovnog sporazuma iz 1953. između Sjeverne Koreje, Kine i zapovjedništva Ujedinjenih naroda.

## Smještaj
Razvojačena zona duga je 238 km i obuhvaća 1262 km². Zona je prostor pograničnih incidenata, ali i mjesto susreta između dviju korejskih država. 
Korejska razvojačena zona presijeca, ali ne prati u potpunosti 38. sjevernu paralelu, koja je služila kao granica prije Korejskog rata. Presijeca paralelu pod kutom, pri čemu zapadni krak razvojačene zone leži južno od paralele, a istočni krak sjeverno od nje.
Iako je područje razvojačeno, granica iza tog pojasa jedna je od vojno najutvrđenijih granica na svijetu. Pomorska granica između Sjeverne i Južne Koreje u Žutom moru je sporna i nije dogovorena primirjem iz 1953. godine. Obala i otoci s obiju strana također su snažno militarizirani.

## Panmujeom
Unutar prostora razvojačene zone nalazi se Panmunjeom, sjedište Vojne komisije za primirje (MAC-a), koja nadzire poštivanje primirja. Panmunjeom je jedino mjesto unutar DMZ-a koje je otvoreno za strane turiste u sklopu obrazovnog i orijentacijskog programa.
Dana 30. lipnja 2019. Kim Jong-un i američki predsjednik Donald Trump sastali su se u Panmunjeomu. Trump je bio prvi američki predsjednik koji je prešao granicu sa Sjevernom Korejom, a potom su obojica zajedno prešli granicu s Južnom Korejom.

## Vanjske poveznice
|  | Zajednički poslužitelj ima još gradiva o temi Korejska razvojačena zona |